# Visions of the Emerald Beyond
| Recensione              | Giudizio        |
| ----------------------- | --------------- |
| AllMusic                | [ 4 ]           |
| Robert Christgau        | C+              |
| Sputnikmusic            | 4.0 (Excellent) |
| Piero Scaruffi          | [ 7 ]           |
| Debaser                 | [ 8 ]           |
| Dizionario del Pop-Rock | [ 9 ]           |

Visions Of The Emerald Beyond  è il quinto album della Mahavishnu Orchestra pubblicato nel marzo del 1975.

## Tracce

### LP
Lato A (AL 33411)
Testi e musiche di Mahavishnu John McLaughlin.
1. Eternity's Breath - Part 1 – 3:10
2. Eternity's Breath - Part 2 – 4:51
3. Lila's Dance – 5:37
4. Can't Stand Your Funk – 5:10
5. Pastoral – 3:42
6. Faith – 1:59

Lato B (BL 33411)
Testi e musiche di Mahavishnu John McLaughlin, eccetto dove indicato.
1. Cosmic Strut – 3:29 (Narada Michael Walden)
2. If I Could See – 1:16
3. Be Happy – 3:31
4. Earth Ship – 3:44
5. Pegasus – 1:51
6. Opus 1 – 0:21
7. On the Way Home to Earth – 4:45

## Formazione
Mahavishnu Orchestra
- Mahavishnu John McLaughlin – voce, chitarra a 6 e 12 corde
- Jean-Luc Ponty – violino elettrico, violino elettrico baritono
- Gayle Moran – tastiere, cori
- Ralph Armstrong – basso, contrabbasso, cori
- Michael Walden – batteria, percussioni, clavinet, cori

Altri musicisti
- Steven Kindler (String Trio) – primo violino
- Carol Shive (String Trio) – secondo violino
- Phillip Hirschi (String Trio) – violoncello
- Bob Knapp – tromba, flicorno, flauto, cori
- Russel Tubbs – sassofono alto, sassofono soprano
- Steven Kindler – cadenza (brano: Pastoral)

Note aggiuntive
- Ken Scott e Mahavishnu John McLaughlin – produttori (per la One Truth Productions, Inc.)
- Registrazioni effettuate il 4-14 dicembre 1974 al Electric Lady Studios di New York City, New York
- Ken Scott – ingegnere delle registrazioni
- David Whitman e Dennis MacKay – operatori ai nastri
- Mixato al Trident Studios di Londra, 16-24 dicembre 1974
- Ashak Chris Poisson – design e illustrazione copertina album
- Ringraziamenti speciali a: Nathan Weiss, Lynn Volkman e a tutta la CBS Records[10]

## Classifica
Album
| Anno | Classifica    | Posizione raggiunta |
| ---- | ------------- | ------------------- |
| 1975 | Billboard 200 | 68                  |